# ميني أندين
 سوزانا «ميني» اندين (Susanna "Mini" Andén) هي عارضة أزياء وممثلة سويدية، ومقدمة برامج ومنتجة في أحيانا أخرى. ولدت في 7 يونيو 1978 في ستوكهولم وبدأت كعارضة أزياء في سن العاشرة، أنضمت إلى (Elite Model Management) في سن الخامسة عشر.

## روابط خارجية
- ميني أندين على موقع IMDb (الإنجليزية)
- ميني أندين على موقع ألو سيني (الفرنسية)
- ميني أندين على موقع أول موفي (الإنجليزية)
- ميني أندين على موقع قاعدة بيانات الأفلام السويدية (السويدية)
- ميني أندين على موقع قاعدة بيانات الفيلم (الإنجليزية)
- ميني أندين على موقع كينوبويسك (الروسية)
- ميني أندين على موقع دليل عارضات الأزياء (الإنجليزية)